# Sjögestads kyrka

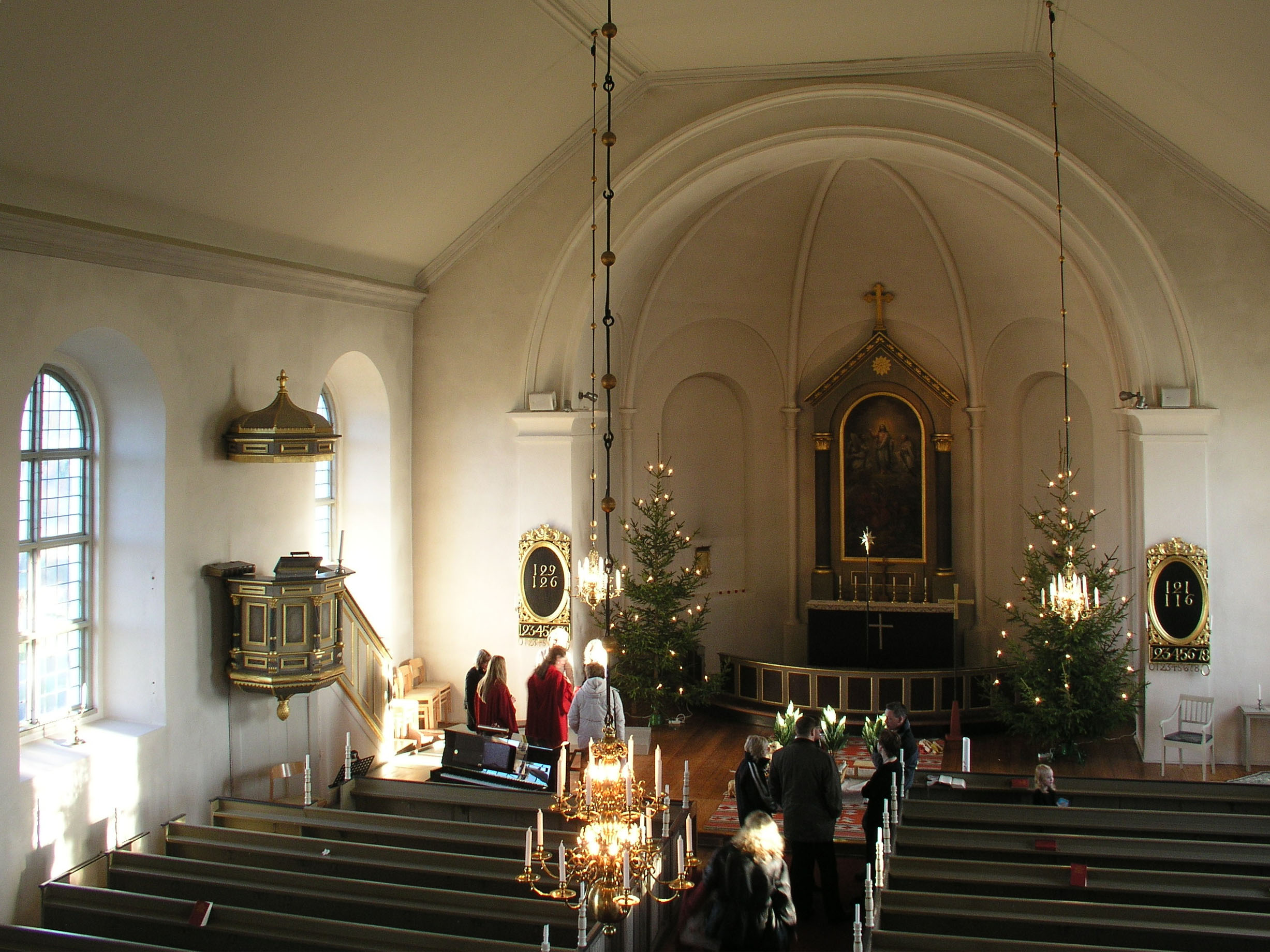
Koret

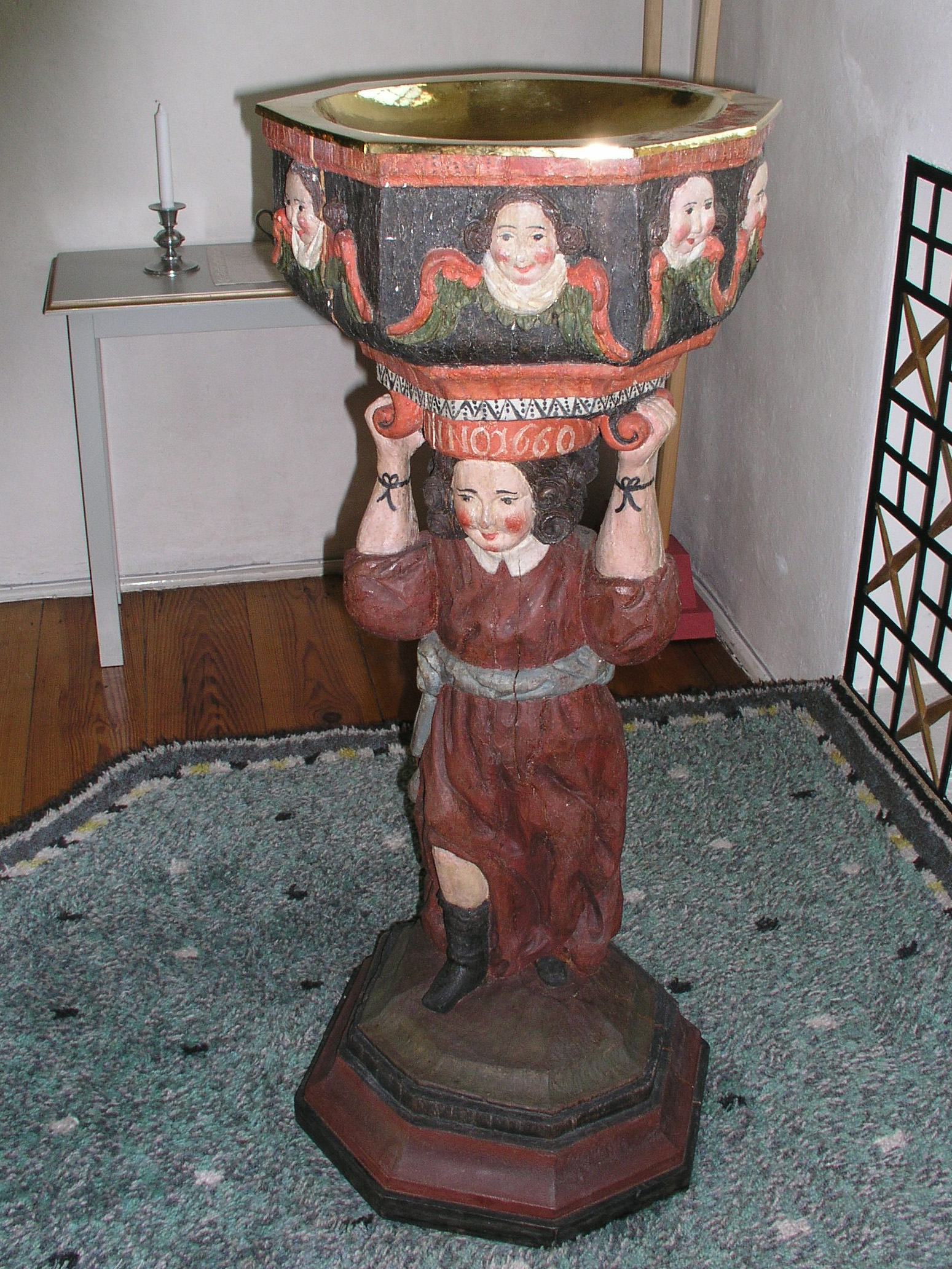
Dopfunt från 1660

Sjögestads kyrka är en kyrkobyggnad i Sjögestad, Sjögestads socken och Vikingstads församling, Östergötland. Den är belägen mitt emellan Mjölby och Linköping, 1,5 mil västsydväst om Linköping, 4 km sydväst om Vikingstad och tillhör Linköpings stift.

## Kyrkobyggnaden
Sjögestads kyrka är en enskeppig hallkyrka i tidstypisk stilblandning av nygotik och nyklassicism. Långhuset är rektangulärt med stora rundbågiga fönster, femsidigt korutsprång och indraget västtorn samt rika fasaddetaljer. Trots vissa förändringar har exteriören behållit sitt detaljerade fasaduttryck. Även interiören är välbevarad och stora delar av originalinredningen är intakt; det finns också värdefulla inventarier från den äldre kyrkan.

## Historik

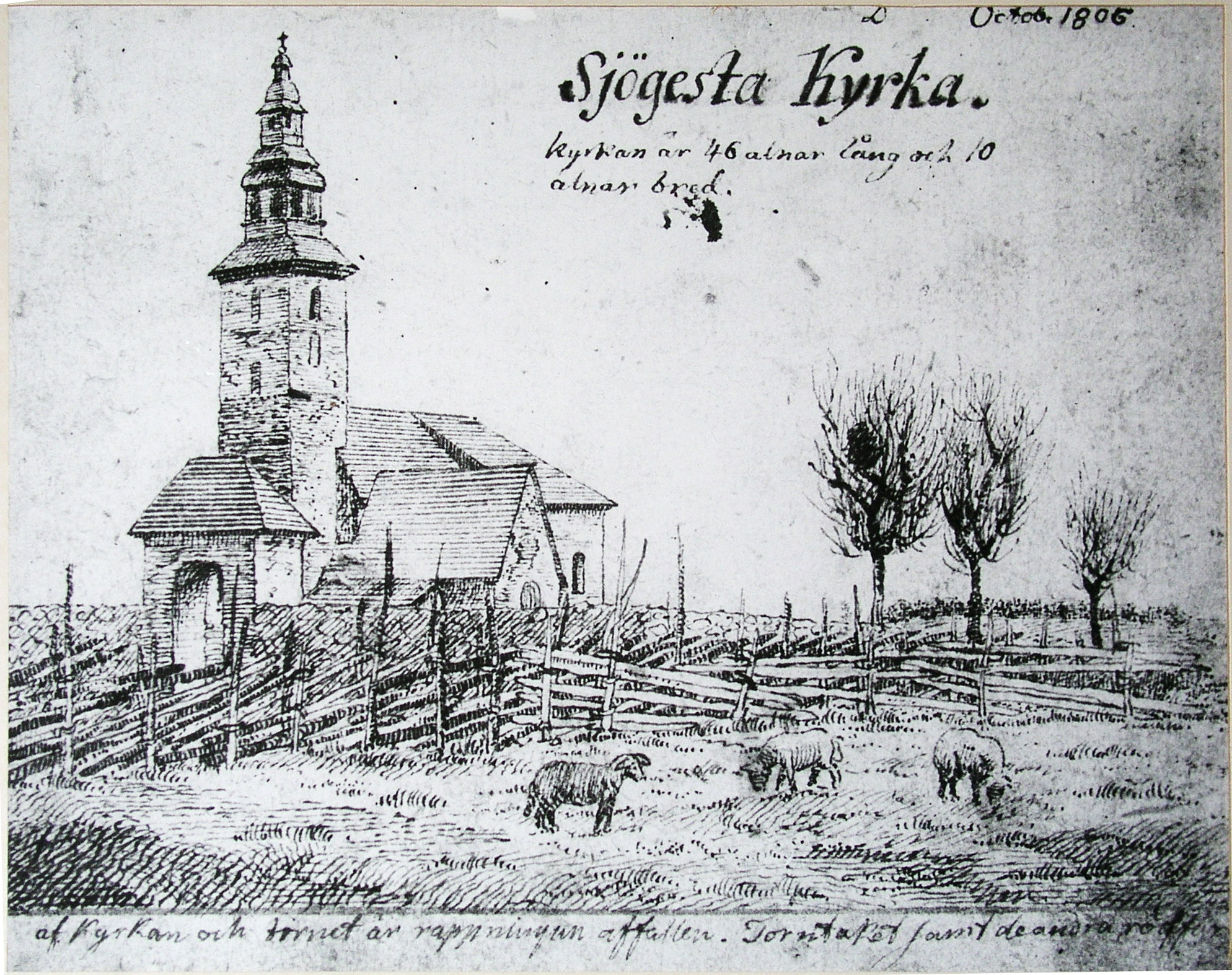
Sjögestads kyrka 1806

Tidigare fanns här en romansk stenkyrka, troligen från 1100-talets senare del. Dess ursprungliga utseende är dock okänt. Även tornet var ursprungligen medeltida men kan ha byggts till senare. Det har också funnits en klockstapel, men 1726 flyttades klockorna upp i tornet, varefter stapeln togs bort.
Under 1751 revs kordelen och ett nytt större kor och en sakristia byggdes. I uppdraget ingick också att "gallraka kyrkans valv intill att then gamla oanständiga målningen må bortkomma". Hur kyrkan såg ut under 1800-talet gramgår av teckningar gjorda 1806 av tecknaren Johan Fredrik Kock och 1846 av fornforskaren Nils Månsson Mandelgren.
Emellertid tycks kyrkan ha varit i dåligt skick under 1800-talet. Vid en visitation 1854 föreslog biskop Johan Jacob Hedrén, (1833-1861), att den förfallna kyrkan skulle rivas och, att man antingen skulle uppföra en ny kyrkobyggnad eller gå samman med Rappestads socken, som hade en stor och relativt nybyggd kyrka. Sjögestadsborna beslutade bygga en egen kyrka, och skaffade ritningar av Edvard von Rothstein, (1821-1890), arkitekt vid Överintendentsämbetet i Stockholm. De nedre delarna av den medeltida kyrkans torn skulle behållas. Arbetet utbjöds på entreprenad och 1860 antogs byggmästare C A Forséns bud.

## Inventarier

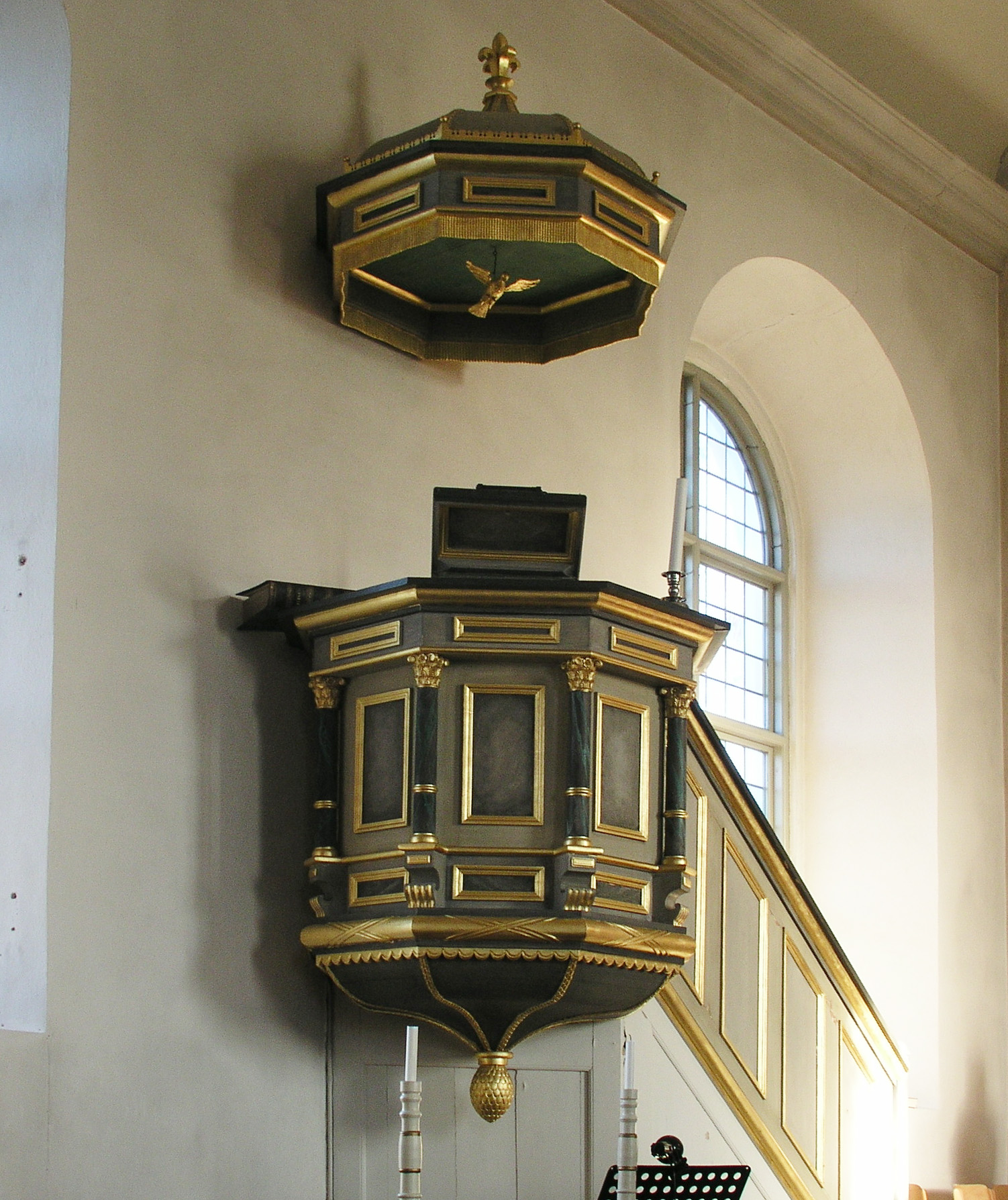
Predikstol

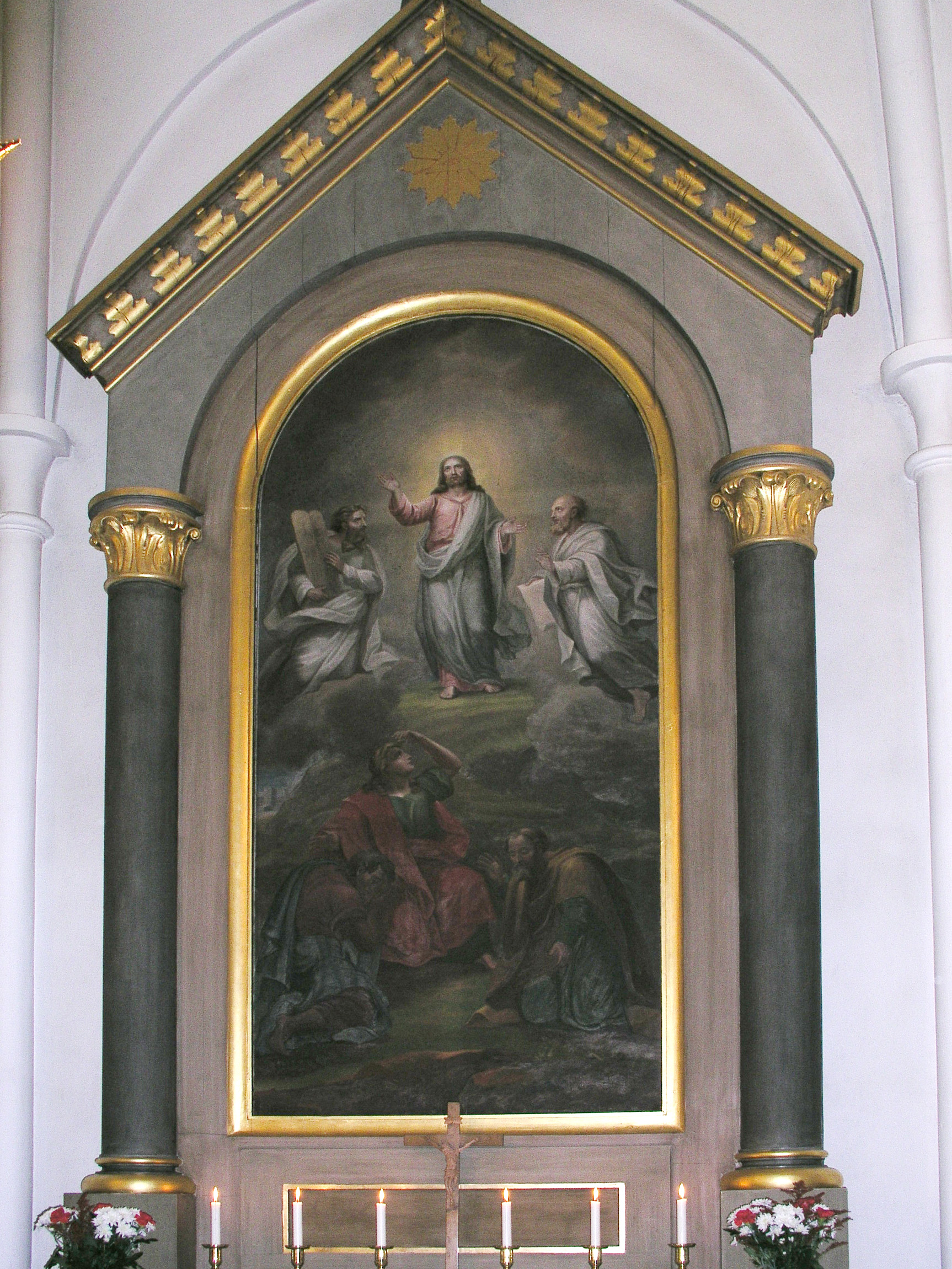
Altartavla

- Triumfkrucifix från verkstad i Östergötland under mitten av 1300-talet, (bilder).
- Altarskåp av ek från verkstad i Östergötland under 1400-talets sista fjärdedel, (bilder).
- Dopfunt snidad i trä med änglar på cuppan som bärs upp av en mansfigur. Funten är tillverkad i Wernerska verkstaden i Östra Tollstad 1688.
- Äldre predikstol med bevarad originalmålning, tillverkad i den Wernerska verkstaden 1688. Förvaras i tornet.
- Altaruppsats ritad av kyrkans arkitekt Edvard von Rothstein.
- Altartavlan är en kopia av Fredric Westins målning ”Kristi förklaring” i Sankt Jacobs kyrka i Stockholm,
- Altarskrank ritad av Edvard von Rothstein.
- Predikstol ritad av Edvard von Rothstein.
- Storklockan gjuten 1794 av Anders Billsten i Norrköping.
- Lillklockan tillverkad av Elias Arenhardt i Jönköping, inköpt 1812 från Stens nedrivna kyrka.

## Orgel
- 1870: Sven & Erik Nordström bygger en mekanisk piporgel med 10 orgelstämmor på 1 manual och pedal.
- 1937: Bo Wedrup, Uppsala, företrädare för den då nyligen etablerade orgelrörelsen, pneumatiserar och utökar orgeln samt förser den med nytt spelbord. Instrumentet får nu två manualer med självständig pedal.
- 1971: Richard Jacoby, Stockholm, ersätter 1937 års tillbyggnader med nya sväll- och pedalverk. Det gamla manualverket erhåller en ny mixtur. Nytt spelbord byggs in i fasaden. Vidare insätts ny traktur, till dels i form av trådmekanik, ny mekanisk registratur och ett modernt bälgverk. Det tidigare spelbordet, en stor del av mekaniken, 14 stycken basuntuber, gamla orgelpallen m.m. magasineras.

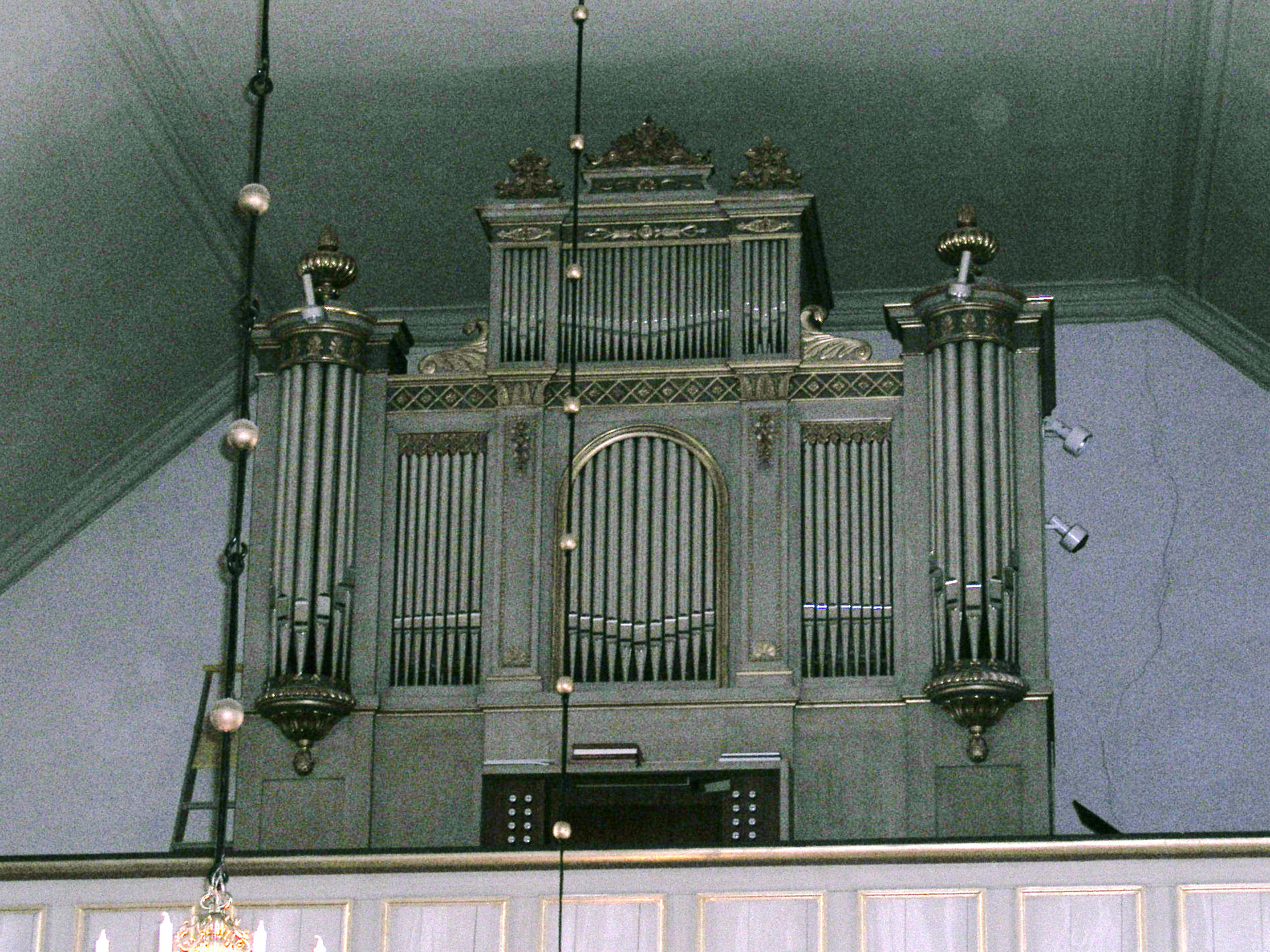
Läktarorgeln, fasad från 1870

Disposition:
| Huvudverk I C-f³                                 | Svällverk II C-f³                            | Pedal C-f¹          | Koppel |
| Borduna 16'                                      | Basetthorn 8' (1971)                         | Subbas 16' (1971)   | I/P    |
| Principal 8'                                     | Rörflöjt 8' (1971)                           | Principal 8' (1971) | II/P   |
| Gedackt 8'                                       | Principal 4' (1971)                          | Gedackt 8' (1971)   | II/I   |
| Fugara 8'                                        | Spetsflöjt 4' (1971)                         | Octava 4' (1971)    |        |
| Octava 4'                                        | Sesquialtera II chor, 2 2/3' + 1 3/5' (1971) | Flagflöjt 2' (1971) |        |
| Flute octaviante 4'                              | Waldflöjt 2' (1971)                          | Basun 16' (1971)    |        |
| Octava 2'                                        | Scharf III chor, 1/2' + 1/3' + 1/4' (1971)   |                     |        |
| Mixtur IV chor, 1 1/3' + 1' + 2/3' + 1/2' (1971) | Oboe 8' (1971)                               |                     |        |
| Trumpet 8'                                       | Tremulant (1971)                             |                     |        |
|                                                  | Crescendosvällare                            |                     |        |

## Runstenar

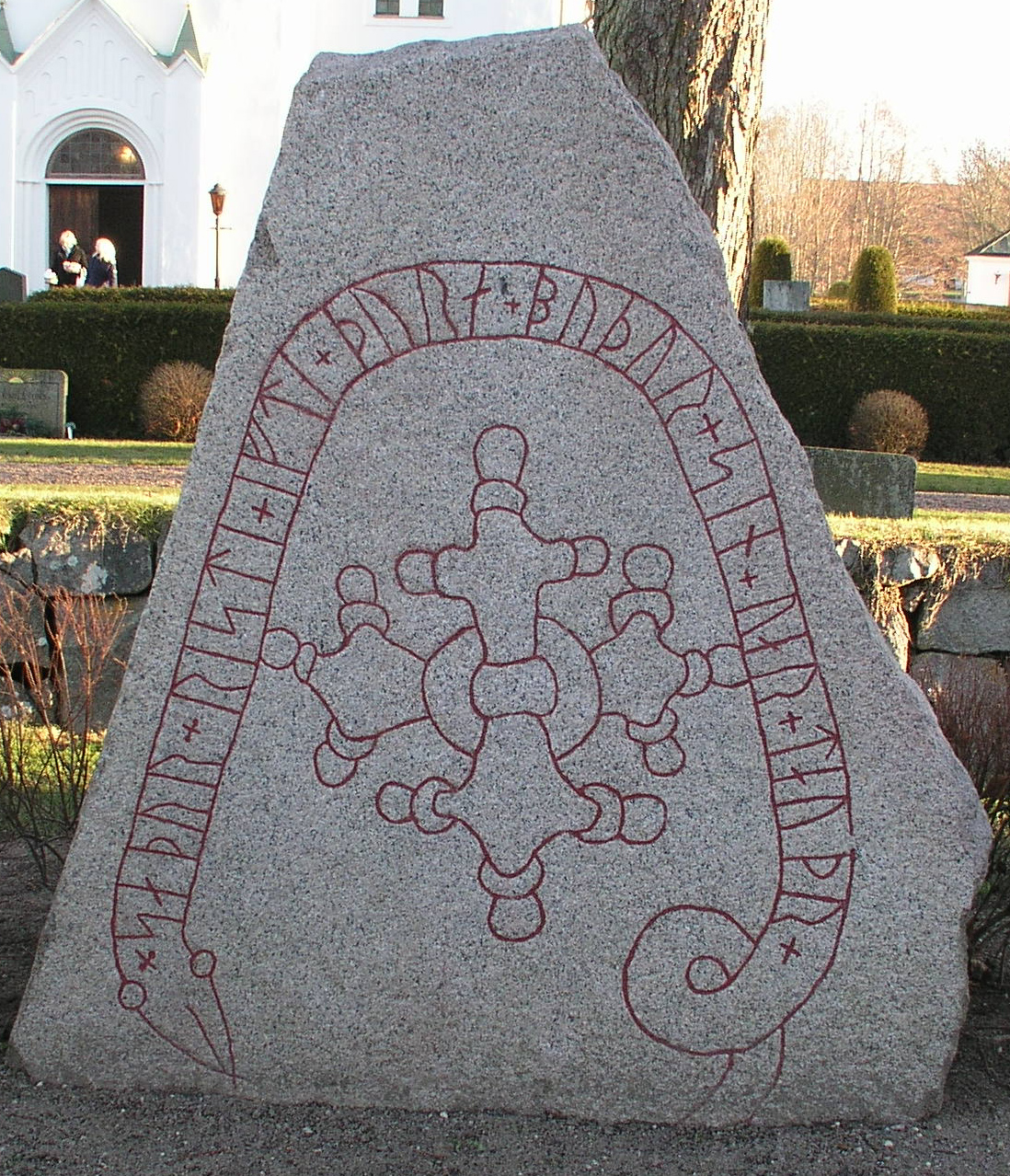
Ög 184

Två runstenar står utanför kyrkan, de har nummer Ög 184 och Ög 185 i Riksantikvarieämbetets förteckning.